# 자인보

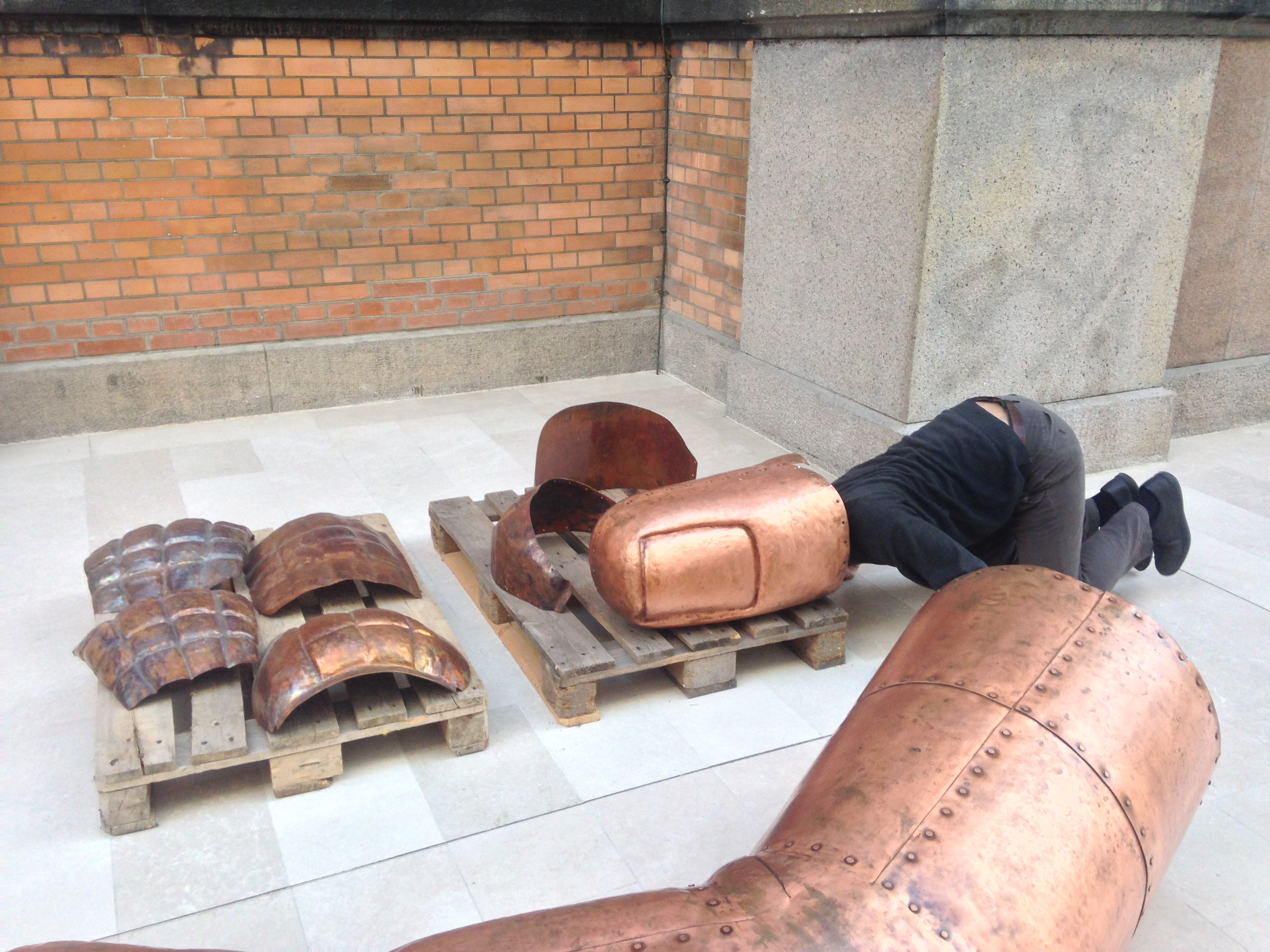
2013년 덴마크 국립미술관에 전시된 자인보의 미술 작품 《우리는 사람이다》(We The People, 2010년 ~ 2013년)

자인보(베트남어: Danh Vō, 1975년 베트남 바리어붕따우 성 바리어 ~ )는 덴마크의 베트남계 미술가이다. 독일 베를린에서 작품 활동을 전개했다.
베트남 전쟁의 종식과 함께 푸꾸옥섬으로 이주했으며 4세에 가족들과 함께 덴마크 출신 해상 운송업자의 도움으로 덴마크로 이주했다. 유럽의 문화를 접한 뒤부터 수많은 미술 작품들을 제작했다.